# 노연
노연(盧演, ?~?)은 고려 후기의 문신으로, 본관은 교하(交河)이다. 노책(盧頙)의 증조이다.

## 생애
1229년(고종 16) 2월 식목도감녹사(式目都監錄事)로 재직 중 동진국(東眞國) 사람이 함주(咸州)에 도착해 화친을 요청하자 왕명으로 그 조건을 듣기 위해 파견되었는데, 5월에 돌아온 후 동계부방장군(東界赴防將軍) 김중온(金仲溫)이 노연이 겁을 먹어서 동진국과 화친을 맺지 못했다고 상소했으므로, 노한 최우(崔瑀)에 의해 가구소(街衢所)에 수감되었다.
1239년(고종 26) 기거사인(起居舍人)으로서 첨사부주부(詹事府注薄) 김겸(金謙)과 함께 표문을 받들고 몽골에 사신으로 갔으며, 이듬해 몽골 사신 7명과 함께 귀국했다.
1248년(고종 35) 북계병마사(北界兵馬使)로서 북계에 있는 여러 성의 백성들을 모두 이주시킨 다음 바닷섬으로 입보(入保)하게 했다.
이후 관직이 우간의대부(右諫議大夫)·동궁시독학사(東宮侍讀學士)·지제고(知制誥)에 이르렀다.

## 가족 관계
- 조부 - 노충악(盧冲鶚)[4] : 상장군(上將軍)
  - 아버지 - 노중모(盧仲眸)[4] : 식목도감녹사(式目都監錄事)
    - 아들 - 노경륜(盧景倫)[4] : 판도총랑(版圖摠郎)[5], 노책(盧頙, ? ~ 1356년)의 조부
    - 사위 - 권단(權㫜, 1228년 ~ 1311년) : 도첨의시랑찬성사(都僉議侍郞贊成事)·집현전대학사(集賢殿大學士)·수국사(修國史)·판판도사사(判版啚司事), 문청공(文淸公)